# Карлос Ромеро (футболист)
Вижте пояснителната страница за други личности с името Карлос Ромеро.
Карлос Ромеро (на испански: Carlos Romero) е уругвайски футболист, нападател.

## Кариера
Ромеро играе през цялата си кариера за „Данубио“. Признат е за най-великия играч на Данубио в историята на клуба. Само за 16 сезона той има над 400 мача в Данубио, което е рекорд в историята на клуба. През 1954 г. той помага на клуба да спечели сребърен медал в уругвайския шампионат. През 1955 г. участва с клуба на турне в Централна Америка и Мексико. През 1960 г. Данубио се завръща в елитната дивизия на шампионата на Уругвай.
Ромеро, заедно с неговия съотборник в „Данубио“ Хуан Бургеньо са част от състава на Уругвай на Световното първенство 1950 г., когато двамата не играят нито 1 мач, но стават шампиони. Тяхната група е наричана от феновете и журналистите La Unión, т.е. съюзът. През 1953 г. Ромеро участва в шампионата на Южна Америка, където става един от най-добрите играчи на турнира.

## Отличия

### Международни
Уругвай
- Световно първенство по футбол: 1950